# Jorge Hevia Cristino
Jorge Andrés Hevia Cristino, más conocido como Coke Hevia (Santiago, 13 de junio de 1983) es un periodista deportivo chileno.

## Biografía
Nació el 13 de junio de 1983 en Santiago. Hijo del periodista y presentador de televisión Jorge Hevia y de Silvana Cristino. Estudió en el colegio The Saint Gabriel School y luego ingresó a estudiar periodismo en la Universidad del Desarrollo, de la cual se tituló en el año 2007.
Jugó hasta los 17 años en las divisiones inferiores de Universidad Católica, en donde fue compañero de Jean Beausejour, Mark González, César Cortés, entre otros. Fue Jaime Pizarro quien le señaló que no seguía en el club cruzado.

## Vida personal
A comienzos de 2022, luego de 3 años de relación sentimental, contrajo matrimonio con la ingeniera civil Sofía Medina, 7 años menor que Coke.

## Carrera mediática

#### Como actor
Se hizo conocido a mediados de los años 1990 como actor de telenovelas en Televisión Nacional de Chile (TVN), estación donde su padre conducía Buenos días a todos.

#### Como periodista
Fue notero en el programa de TVN Pasiones, y desde 2012 es periodista deportivo en Vive! Deportes. En radio, fue editor y comentarista del programa Cónclave Deportivo de la Radio La Clave, actualmente es parte de Pauta FM.

## Filmografía

### Telenovelas
| Año  | Título                  | Papel               | Canal |
| ---- | ----------------------- | ------------------- | ----- |
| 1994 | Rompe corazón           | Diego Fuentes       | TVN   |
| 1995 | Estúpido cupido         | Benjamín Campino    | TVN   |
| 1996 | Loca piel               | Rodrigo Carter      | TVN   |
| 1997 | Tic tac                 | Diego Gaete         | TVN   |
| 1998 | Mi abuelo, mi nana y yo | Gonzalo Barros Luco | TVN   |

### Programas de televisión
- Super dupla (TVN, 2007) - conductor.
- Pasiones (TVN, 2007-2008) - reportero.
- Copa Davis 2013 (UCV TV, 2013) - conductor.
- Final Copa Confederaciones 2013 (UCV TV, 2013) - comentarista.
- De Perfil (Vive Deportes, 2013) - comentarista.
- Vive Deportes Central (Vive Deportes, 2013) - comentarista.
- Fox Sports Radio (Fox Sports Chile, 2014-2015) - comentarista.
- Círculo central (La Red, 2020) - comentarista.
- La Red Deportes (La Red, 2021-presente) - comentarista.

### Programas de radio
- Cónclave Deportivo (Radio La Clave, 2016-2019) - conductor.
- Pauta de Juego (Pauta FM, 2019-presente) - conductor.